# Паскаль Роз
Паскаль Роз (фр. Pascale Roze, 22 березня 1954, Сайгон, В'єтнам) — французька письменниця, романістка та драматург.

## Біографія
Паскаль Роз народилась 22 березня 1954 року у Сайгоні (В'єтнам). Після отримання ступеня бакалавра з літератури 15 років працювала з Габріелем Гарраном у Міжнародному французькому театрі. 

## Нагороди та премії
- 1996 р. – Гонкурівська премія та нагорода Prix du Premier Roman за роман Le Chasseur Zéro.

## Творчість

### П'єси
- Mary contre Mary
- Tolstoï la Nuit, 1981, prix Arletty de l'auteur dramatique.

### Романи
- Histoires dérangées, recueil de nouvelles, Julliard, 1994, ISBN 978-2-260-01025-8 (LGF/Le Livre de Poche, 1998, ISBN 978-2-253-14442-7)
- Le Chasseur Zéro A. Michel, 1996, ISBN 978-2-226-08708-9
- Ferraille, Albin Michel, 1999
- Lettre d'été, Albin Michel, 2000
- Parle-moi, Albin Michel, 2003, ISBN 978-2-226-13395-3
- Un homme sans larmes, Stock, 2005, ISBN 978-2-234-05751-7
- L'Eau rouge, Gallimard, 2007, ISBN 978-2-07-034323-2
- Itsik, Stock, 2008
- Aujourd'hui les cœurs se desserrent (roman), éditions Stock, 2011
- Passage de l'amour (nouvelles), éditions Stock, 2014
- Lonely child (roman), éditions Stock, 2017